# Parafia św. Antoniego z Padwy w Syryni
Parafia św. Antoniego z Padwy w Syryni – parafia Kościoła rzymskokatolickiego należąca do dekanatu pszowskiego w archidiecezji katowickiej. Została utworzona 1 sierpnia 1925 roku. 
Do parafii należał zabytkowy drewniany kościół św. Michała Archanioła z 1510 r. przeniesiony do Katowic w 1938 r.